# Lee Perkins
Pour les articles homonymes, voir Perkins.
Lee Perkins est un acteur, producteur, réalisateur et scénariste américain né le 16 décembre 1966 à St. Petersburg, Floride (États-Unis).

## Filmographie

### Comme acteur

#### Cinéma
- 1975 : Next Door : Kid
- 1980 : The Date : Troublemaker
- 1990 : Chicken : Young Dad
- 1992 : Freejack de Geoff Murphy : Race Car Driver
- 1996 : Street Rats : Razor
- 1996 : Just Another Love Story : Detective Adams
- 1998 : Diary : Dr. Jim
- 1998 : Making Waves : Dutch
- 1999 : The Commander: Caledon : Squire
- 1999 : The Encounter : Undercover COP
- 1999 : The Paper Route : Officer #2
- 2000 : The Whole Town Is Sleeping (vidéo) : Eddie Dewitt
- 2001 : The 20 Teens Who Will Change the World : Mandy Moore's Dad
- 2001 : Extreme Force : Red
- 2001 : Web of Darkness (vidéo) : Death
- 2002 : Good Friday : Engineer
- 2002 : The Cross : Gus McQueen
- 2003 : Static : Even More Annoying Cell Phone Guy
- 2003 : As Luck Would Have It : John
- 2004 : Death and Texas : Bob Costas
- 2004 : Johnny Blue : Irate Driver
- 2004 : Lithium Springs : T.J.
- 2004 : Fangoria: Blood Drive (vidéo)
- 2004 : Shadows of the Dead (vidéo) : Doctor
- 2004 : Spoonaur : Ryan's Dad
- 2005 : The Trap : Simon
- 2005 : Boxes
- 2005 : The 10th Amendment Project : Husband
- 2005 : KatieBird *Certifiable Crazy Person : Merl "Daddy" Wilkins
- 2018 : The Domestics de Mike P. Nelson : Dean the Nailer

#### Télévision
- 1983 : Johnny Blue (TV) : Teddy
- 1993 : Walt Disney World Journey Into Magic (TV)
- 1996 : Daytona Beach (TV)
- 1996 : The Reppies (série télévisée) : Benny
- 1996 : Sudden Terror: The Hijacking of School Bus #17 (TV) : Police Officer
- 1997 : ESPN Speedworld (série télévisée) : Reporter
- 1997 : La Deuxième chance (First Time Felon) (TV) : Prison Guard #3
- 1998 : De la Terre à la Lune ("From the Earth to the Moon") (feuilleton TV) : Astronaut
- 2002 : Ocean Ave. (série télévisée) : Detective Sanders
- 2003 : North Mission Road (série télévisée) : Joe Silverstein
- 2003 : Secret Lives (série télévisée) : SWAT Leader
- 2004 : 29 Minutes & Counting (série télévisée) : Channel 11 News Reporter
- 2005 : The Conquest of America (feuilleton TV) : Melchior Diaz

### Comme producteur
- 2004 : Shadows of the Dead (vidéo)

### Comme réalisateur
- 2003 : Static

### Comme scénariste
- 2003 : Static